# Verfassung des Iran von 1906
Die Verfassung des Iran von 1906 war die erste Verfassung des Iran in seiner Geschichte und auch die erste Verfassung eines Staates im Nahen Osten überhaupt. Sie wurde im Zuge der Konstitutionellen Revolution, bei der die fortschrittlichen und gebildeten Bürger des Landes die Abkehr von der herrschenden Despotie hin zu einem Rechtsstaat forderten, verabschiedet. Im Jahr 1907 wurde die Verfassung um Regelungen zur Gewaltenteilung nach westlichem Vorbild erweitert.

## Geschichtlicher Hintergrund
Zu Ende des 19. Jahrhunderts und Beginn des 20. Jahrhunderts war der Iran Spielball ausländischer Mächte, vor allem Russlands und Großbritanniens geworden. Große Teile des Territoriums, das traditionell zum iranischen Kulturraum gehört hatte, waren an Russland verloren gegangen, und Briten und Russen hatten die Kontrolle über wesentliche Bereiche der iranischen Wirtschaft erlangt. Die ersten Iraner, die im Ausland studiert hatten, brachten Konzepte der westlichen Regierungsführung mit und machten sie in der iranischen gebildeten Schicht bekannt. Die Erkenntnis der eigenen Rückständigkeit und wirtschaftliche Probleme führten im Jahr 1905 zu anhaltenden Protesten, einer Streikdrohung der Geistlichkeit und einem Streik im Basar, während dessen mehrere Tausend Personen in der britischen Gesandtschaft campierten. Als die Gefahr aufkam, dass Exiliraner aus Richtung des Kaukasus militärisch eingreifen würden oder dass die Kosakenbrigade zu den Streikenden überlaufen könnte, willigte Mozaffar ad-Din Schah ein, Mitsprache der Bürger zuzulassen und eine Verfassung zu verabschieden. Am 5. August 1906 unterzeichnete er eine Kundmachung zur Wahl einer verfassungsgebenden Versammlung.
Die verfassungsgebende Versammlung entwarf einerseits ein am Klassenwahlrecht orientiertes Wahlgesetz für die erste Wahl eines Parlaments, das schließlich im Oktober 1906 zusammentrat und aus einflussreichen Basarhändlern, Landbesitzern, lokalen Würdenträgern, Beamten und Klerikern bestand, und es entwarf andererseits eine Verfassung, die für den Schah akzeptabel war. Die federführend am Entwurf Beteiligten waren Absolventen der Dar al-Fonun, allen voran Mirza Hussein Khan Musher al-Mulk, der später in vier Regierungen als Premierminister agieren sollte. Der Text wurde in großer Eile erstellt, da Mozaffar ad-Din Schah bereits schwer krank war und man wusste, dass Mohammed Ali Schah dem Verfassungsprojekt gegenüber viel ablehnender eingestellt war. Mozaffar ad-Din Schah starb kurz nach der Proklamation der Verfassung.
Nach dem Tod von Mozaffar ad-Din Schah trat sein Sohn Mohammad Ali Schah seine Nachfolge an. Das Parlament hatte inzwischen eine an westlichen Standards orientierte Ergänzung zur Verfassung ausgearbeitet, die einen Kompromiss mit den Vertretern des politischen Islams enthielt: Einem Gremium von fünf vom Parlament auszuwählenden Geistlichen wurde ein Prüfungs- und Widerspruchsrecht eingeräumt, sollte ein vom Parlament verabschiedetes Gesetz gegen die Gesetze des Islams verstoßen. Auf Grund des Budgetrechts des Parlaments, das das Budget für den Hof wegen der Knappheit der verfügbaren finanziellen Mittel kürzte, kam es zum Streit zwischen Mohammad Ali Schah und dem Parlament: Er ließ das Parlament schließen und entfachte mit Hilfe russischer Truppen einen Bürgerkrieg gegen die Konstitutionalisten. Am Ende siegten die Truppen der Konstitutionalisten und Mohammad Ali Schah musste 1909 ins russische Exil nach Odessa flüchten.
Die Regierung verabschiedete ein neues Wahlgesetz, das das ständeorientierte Klassenwahlrecht aufhob und durch ein an der Religionszugehörigkeit orientiertes Klassenwahlrecht ersetzte. Neben den Muslimen wählen die religiösen Minderheiten der Christen, Juden und Zoroastrier ihre eigenen parlamentarischen Vertreter – eine im Nahen Osten einmalige Wahlrechtskonstruktion, die sogar von der Islamischen Republik übernommen wurde. Im Oktober 1909 fanden die Wahlen zur zweiten Legislaturperiode des Parlaments statt, das sich am 15. November 1909 konstituierte. Mit der parlamentarischen Verabschiedung dieses neuen Wahlgesetzes war die Verfassungsbildung im Iran weitgehend abgeschlossen. Aufgabe des Parlaments war es nun, auf der Grundlage der Verfassung eine säkulare Rechtsordnung, eine Steuergesetzgebung, Gesetze für ein funktionierendes Finanzwesen, Gesetze für Wirtschaft und Handel, Gesetze zum Aufbau eines Bildungswesens, eines Gesundheitswesens, des Polizeiwesens sowie einer einheitlichen Armee zu entwerfen, zu diskutieren und zu verabschieden.

## Inhalt
Die zentrale Institution der Verfassung war das Madschles genannte Parlament. Das Parlament „soll das ganze Volk vertreten“, aus 162 Mitgliedern bestehen, und für diese Zeit Immunität besitzen; die Sitzungen sollten öffentlich sein. Das Parlament hatte das Recht, „Initiativen, die zum Wohlergehen von Regierung und Volks nützlich sind“, vorzuschlagen, aber vor allem alle Gesetze, Verträge, Dekrete, Budgets (auch das Budget des Hofes), Konzessionen, Monopole, Kredite sowie Straßen- und Eisenbahnbauprojekte zu genehmigen bzw. abzulehnen. Dem Parlament wurde auch das Recht gegeben, Minister, die Gesetze gebrochen hatten, absetzen zu können.
Die Verfassung sah auch einen Senat vor, der aus 60 „wohlinformierten, scharfsinnigen, frommen und respektierten“ Mitgliedern bestehen sollte. Diese sollten zur Hälfte vom Schah, zur anderen Hälfte vom Wahlvolk bestimmt werden, dies wiederum für zwei Jahre. Der Senat sollte die Aufgabe haben, alle Gesetze zu genehmigen und Gesetzesvorschläge dem Parlament zu übermitteln.
Die Herrschaft des Monarchen wird als „ein anvertrautes Gut, welches als Gottesgabe der Person des Herrschers vom Volk übertragen worden ist“ definiert. Die Verfassung regelt die Vererbbarkeit des Königstitels innerhalb der Kadscharen-Dynastie, die Thronfolge an den ältesten Sohn oder nächsten männlichen Nachkommen des Schahs und das Mindestalter von 18 Jahren und das Amt des Regenten. Jeder Schah muss vor der Thronbesteigung vor seiner Krönung vor dem Parlament erscheinen und einen Eid ablegen. Zu den Befugnissen des Schahs gehören das Ernennen und Entlassen von Ministern, der Oberbefehl über die Streitkräfte, das Erklären von Krieg und Frieden und das Abzeichnen von Gesetzen.
Artikel 26 legt fest, dass die Staatsgewalt vom Volk ausgeht: „Die Gewalten des Landes entspringen dem Volke.“ Artikel 27 bis 28 des Zusatzes zur Verfassung legen die Gewaltenteilung in eine Exekutive, Legislative und Judikative fest. Die Legislative obliegt dem Parlament, dem Senat und dem Schah. Weltliche Richter sind zuständig für alle Rechtsfragen. Urteile, die geistlich-rechtliche Fragen betreffen, werden unter Mitwirkung der Schriftgelehrten gefällt. Mit diesem Artikel wurde die Rechtsprechung durch Geistliche aufgehoben. Die Exekutive obliegt dem Schah und seiner Regierung. Die Minister müssen persischer Abstammung und persischer Staatsangehöriger sein. Sie sind dem Parlament und dem Senat gegenüber verantwortlich und können sich nicht aus der Verantwortung befreien, indem sie sich auf eine Anordnung des Schahs berufen. Dem Parlament wird die Vollmacht gegeben, die Regierung oder einzelne Minister abzuberufen.
Artikel 29 des Zusatzes zur Verfassung definiert, dass Provinz- und Bezirksräte für die Behandlung der lokalen Anliegen einzurichten sind.
Der Zwölfer-schiitische Islam wurde mit Art. 1 des Zusatzes zur  Verfassung des Iran in der Verfassung zur Staatsreligion des Iran erklärt, und es wurde festgelegt, dass sich der Schah zu dieser Religion bekennen muss. In Artikel 7 des 1909 verabschiedeten Wahlgesetzes wird das Wahlrecht neben den Muslimen auch Christen, Juden und Zoroastrier zugestanden, die jeweils ihre eigenen Abgeordneten wählen. Nach Artikel 2 des Zusatzes der Verfassung darf die gesetzgeberische Tätigkeit „zu keiner Zeit in Widerspruch treten zu den geheiligten Vorschriften des Islams und den feststehenden Gesetzen des Besten der Männer (Mohammed)“. Um dies sicherzustellen, sollte die Geistlichkeit zwanzig islamische Rechtsgelehrte dem Parlament vorschlagen, aus denen das Parlament mindestens fünf in ein Kontrollgremium wählt. „Dieses Kollegium soll dann alle Gesetzesvorlagen sorgfältig besprechen und ernstlich prüfen, und jede Materie, die im Widerspruch zu den heiligen Vorschriften des Islams steht, verwerfen und zurückweisen“. Dieser Artikel ist als ein Zugeständnis an die Umstände im Iran zu Beginn des 20. Jahrhunderts zu sehen. Für konservative Kleriker war es undenkbar, dass Menschen Gesetze erlassen, die über dem göttlichen Gesetz stehen könnten. Speziell der einflussreiche Kleriker Fazlollah Nuri stemmte sich vehement dagegen, dass die Gerichtsbarkeit nicht mehr Sache des Klerus, sondern Sache des Staates sein sollte. Dieses Gremium hat sich allerdings nie konstituiert bzw. ist nie zusammengetreten.  
Die Verfassung von 1906 definierte auch die Form der Flagge: grün-weiß-rot, mit einer Sonne und einem Löwen, wobei Sonne und Löwe die Kadscharendynastie repräsentierten.
Die Rechte des persischen Volkes sind in den Artikeln 8 bis 25 geregelt. So schreibt Artikel 8 vor: „Die ganze Bevölkerung Persiens wird vor den Staatsgesetzen gleichberechtigt sein.“ Mit diesem Artikel wurden die Sonderrechte des Schahs, seiner Familie und der Kadscharenprinzen sowie die Sonderrechte der Geistlichen aufgehoben. Weiter wurden den Bürgern wurden in der Verfassung elementare Menschen- und Bürgerrechte gegeben wie der Schutz des Lebens und des Eigentums, Rede- und Versammlungsfreiheit und Schutz vor willkürlicher Verhaftung. Auch die Pressefreiheit wurde festgeschrieben, aber nur soweit sie religiöse Prinzipien nicht verletzte; Gleiches gilt für die Freiheit von Wissenschaft und Forschung. Nach Artikel 19 unterstehen alle Schulen und Hochschulen dem Wissenschaftsministerium. Mit diesem Artikel wurden die bisher den Geistlichen unterstellten Schulen dem säkularen Wissenschaftsministerium unterstellt.

## Verfassungsänderungen
Die Verfassung von 1906 wurde später nur wenig verändert und blieb formell bis zum Verfassungsreferendum 1979 in Kraft. Die bedeutendsten Änderungen betreffen:
- 1925: die Abschaffung der Kadscharendynastie und die Einsetzung der Pahlavidynastie,
- 1949: die Änderungen der Bedingungen, unter denen das Parlament aufgelöst werden kann,
- 1957: die Verlängerung der Legislaturperiode von 2 Jahren auf 4 Jahre,
- 1967: die Einführung der Regentschaft von Schahbanu Farah Pahlavi im Falle des Todes des Schahs vor der Volljährigkeit des Thronerben. Die Ehefrau des Schahs sollte die Regentschaft bis zur Volljährigkeit des Thronerben innehaben.Beleg?

## Institutionen
In der iranischen Verfassung sind zwei Kammern vorgesehen, das Parlament, dessen Abgeordnete direkt gewählt werden, und der Senat, dessen Abgeordnete je zur Hälfte vom Schah ernannt bzw. durch Wahlmänner gewählt werden. 
Das Parlament verlor im Laufe der Herrschaft von Reza Schah an Bedeutung. Reza Schah regierte diktatorisch und behielt das Parlament nur, um seiner Herrschaft den Schein von Legitimität und Verfassungsmäßigkeit zu verleihen. Bereits 1926 heißt es in Berichten des britischen Außenministeriums, dass der persische Madschles nicht ernst zu nehmen sei, dass die Parlamentarier keine freien Repräsentanten seien und dass auch Wahlen zum Madschles nicht frei seien, und dass vielmehr der Schah die Zustimmung zu Maßnahmen bekommt, wie er es will.
Da nach Artikel 47 der Verfassung Gesetze auch dann Rechtskraft erlangen konnten, so lange der Senat noch nicht zusammengetreten war, wurde unter den Kadscharen und später unter Reza Schah auf die Konstituierung des Senats verzichtet. Erst Mohammad Reza Schah legte 1949 dem Parlament ein Gesetz zur Einrichtung des Senats vor. Der Senat nahm am 19. August 1951 seine Arbeit auf. Die Legislaturperiode des Senats war von Beginn an auf 4 Jahre festgelegt.Beleg?
Auf die Einberufung des Gremiums aus fünf Geistlichen zur Kontrolle aller Gesetze auf Konformität mit der Scharia wurde gänzlich verzichtet; eine ähnliche Institution unter dem Namen Wächterrat tagte erstmals nach der islamischen Revolution.